# Erweitertes Kognitives Motivationsmodell
Das Erweiterte Kognitive Motivationsmodell nach Heckhausen und Rheinberg besteht aus vier Grundbausteinen, durch die sich untersuchen lässt, wann eine Person handeln wird, um ein bestimmtes Ziel zu erreichen:
- die wahrgenommene Situation
- eine mögliche Handlung
- das Ergebnis dieser Handlung
- die Folgen, die aus der Handlung mit einer bestimmten Wahrscheinlichkeit resultieren

## Handlungstheoretische Darstellung
Die Situations-Ergebnis-Erwartung ist die Annahme einer bestimmten Person, wie das Ergebnis ausfallen wird, wenn sie in einer bestimmten Situation nicht handelnd eingreift. Die Handlungs-Ergebnis-Erwartung ist die Annahme, mit welcher Wahrscheinlichkeit das eigene Handeln zu dem gewünschten Ergebnis führt. Das Besondere an Heckhausens Theorie ist der vierte Baustein. Denn nicht nur das Ergebnis ist wichtig, sondern auch der Glaube daran, ob das Ergebnis auch relevante Folgen nach sich zieht (die Ergebnis-Folge-Erwartung). Als Beispiel nehmen wir einen Schüler, der in einer Woche eine wichtige Matheklausur schreiben wird. Er weiß, dass er eine schlechte Note schreiben wird, wenn er nicht für diese Klausur lernt (Situations-Ergebnis-Erwartung). Wenn er jeden Tag eine halbe Stunde lernt, glaubt er eine gute Note erreichen zu können (Handlungs-Ergebnis-Erwartung). Die gute Note wird dazu führen, dass er das Schuljahr auf jeden Fall schaffen wird (Ergebnis-Folge-Erwartung).

## Aussagenlogische Fassung
Die aussagenlogische Fassung des Erweiterten Kognitiven Motivationsmodells stellt einen Fragenkatalog zur Verfügung, aus dem man ableiten kann, ob der Schüler handeln wird.
1. Erscheint mir das Ergebnis durch die Situation bereits festgelegt? Nein, denn ich bin in der Lage das nötige Wissen zum Bestehen der Klausur zu erlernen.
2. Kann ich das Ergebnis durch eigenes Handeln hinreichend beeinflussen? Ja, denn ich habe noch eine Woche Zeit zu lernen.
3. Sind mir die möglichen Folgen des Ergebnisses wichtig genug? Ja, denn wenn ich eine gute Note schreibe, werde ich auf jeden Fall versetzt.
4. Zieht das Ergebnis auch die erwünschten Folgen nach sich? Ja, die Versetzung!

Da alle Bedingungen erfüllt sind, wird der Schüler handeln, um die erwünschte Note zu erreichen. Würde die Antwort auf die erste Frage Ja oder auf Frage zwei, drei oder vier Nein lauten, würde der Schüler voraussichtlich nicht handeln.